# Kerstin Bernhard
Kerstin Boel Bernhard, född 27 augusti 1914 på Lidingö, död 30 september 2004 på Lidingö, var en svensk fotograf. 

## Biografi

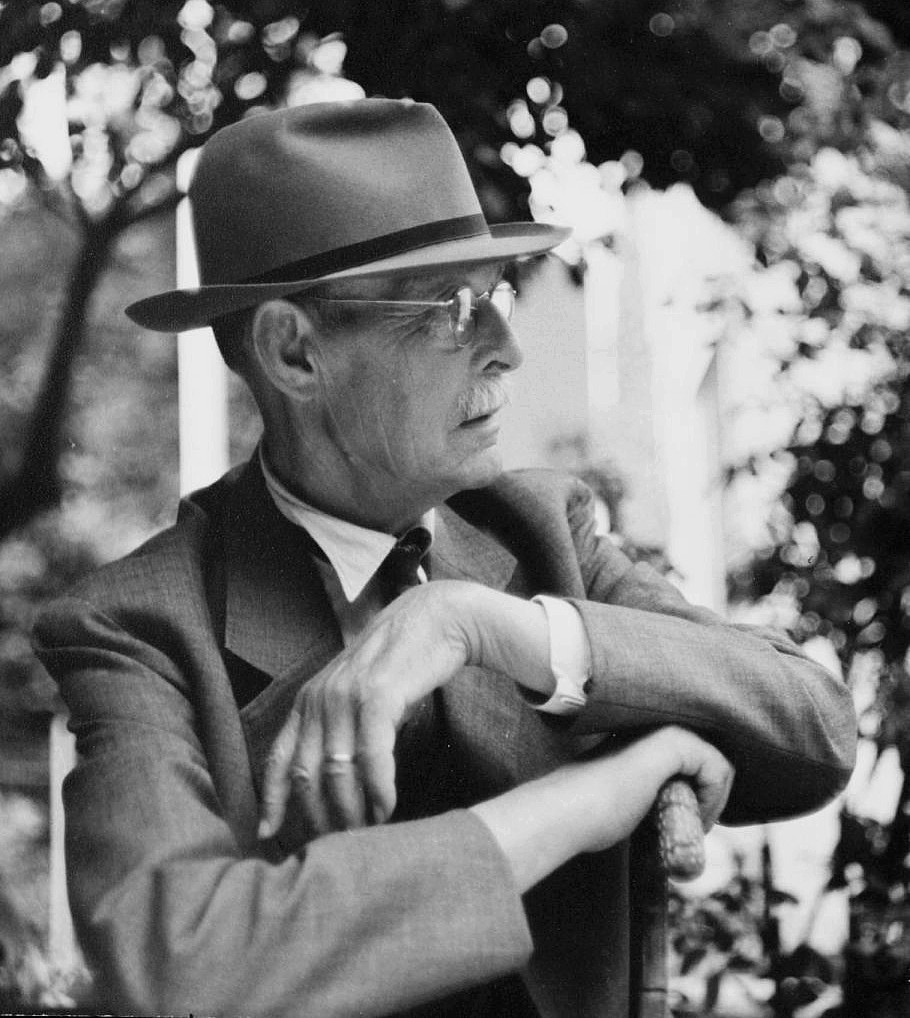
Porträtt visande fadern, arkitekten Edvard Bernhard 1953.

Åren 1933–1934 var Kerstin Bernhard elev hos hovfotografen Ferdinand Flodin i hans ateljé vid Stureplan 19 i Stockholm. Därefter studerade hon för John Hertzberg vid Kungliga Tekniska Högskolan där hon bland annat var med och tog fram fotografier ur de negativ man funnit från Andréeexpeditionen. Vid 1930-talets mitt började hon studera vid arkitektur, design och fotografiskolan Contempora Lehrateliers i Berlin. Hon var tillbaka i Stockholm 1937 och fick anställning vid Ateljé Uggla. Hon började arbeta som frilansfotograf 1938 och fick i början av 1940 sin första egna ateljé.  
Under 1940-talet började hon fotografera mode och 1947 reste hon till Paris för att fotografera Haute Couture samtidigt som The New Look lanserades. Hon blev något av en specialist på accessoarer och underkläder. Året därpå reste hon till New York där hon bland annat träffade matfotografen Hi Williams som arbetade för tidskriften Good Housekeeping och fick besöka provköket hos New York Herald Tribune. Dessa möten blev avgörande för henne och hon kom att bli en hängiven matfotograf. När Bonniers kokbok kom ut 1960 innehöll den en mängd bilder av Kerstin Bernhard, och hennes fotografier illustrerar ett antal andra kokböcker.  
Från 1955 verkade hon på Lidingö där hon hade ateljé i anslutning till sin bostad. Under 1960-talet bestämde hon sig för att dokumentera världens olika brödkulturer vilket resulterade i boken Bröd, pain, psomí: fotoreportage om brödet i Frankrike och Grekland med kärleksförklaringar. (1969) där hon samarbetade med Harriet Hjorth och Jannis Ambatsis. 
En stor del av Kerstin Bernhards arkiv innehas nu av Nordiska museet i Stockholm. Nordiska museet har gjort två utställningar med Kerstin Bernhards bilder 1997 och 2016, och hennes verk har även visats på Liljevalchs, Nationalmuseum, VAK Fotografie i Eindhoven, Thielska galleriet, Fotografiska museet och Landskrona museum. Bernhard är representerad vid bland annat Nationalmuseum.
Kerstin Bernhards föräldrar var arkitekt Edvard Bernhard och gymnastikdirektören Ester Bernhard. Hon var syster till läkaren Carl Gustaf Bernhard. De är begravda på Lidingö kyrkogård.